# Luis Aguirre Pinto
Luis Aguirre Pinto (* 10. August 1907 in Copiapó; † 7. Juli 1997 in Santiago de Chile) war ein chilenischer Komponist.
Aguirre Pinto kam 1914 mit seinen Eltern, die als Amateurmusiker mit Klavier und Violine auftraten, nach Santiago, wo er Violine, Saxophon und andere Instrumente erlernte. 1924 gewann er mit dem Lied Lluvia de besos einen Wettbewerb des Plattenlabels Odeon, das das Lied mit dem Sänger Carlos Pérez und dem Orchester von Francisco Canaro veröffentlichte.
1928 begleitete er die Tangosängerin Angela Ferrari auf einer Konzertreise durch Südamerika und komponierte den Walzer Reminiscencia, der von Pepe Aguirre gesungen wurde. Nach seiner Rückkehr nach Chile gründete er ein Orchester, mit dem er sich an der von Pablo Garrido organisierten Caravana de la Música Chilena beteiligte.
Für den ersten chilenischen Tonfilm Hombres del sur komponierte er die Lieder Rayo de luna und Canción de ausencia. Seit Ende der 1920er Jahre komponierte Aguirre Pinto Schauspielmusiken u. a. für Alejandro Flores. 1955 wurde seine Operette Las damas caprichosas uraufgeführt. Später entstanden auch sinfonische Werke wie Aires chilenos (1960) und Tonada sin palabras (1970).
In den 1950er Jahren komponierte Aguirre Pinto Boleros wie Diamante azul, Un día llegarás (aufgenommen von Fernando Albuerne) und Dudas de mí (für Mario Aguilera und das Orchester von Federico Ojeda). Seine erfolgreichste Komposition Camino de luna entstand 1958 als Auftragskomposition der Zeitschrift El Correo und wurde von Ester Soré und dem Cuarteto Llaima aufgenommen.
Mit Liedern von Aguirre Pinto debütierte 1941 das Sängerduo Sonia und Myriam von Schrebler, und sie wurden von Sängern wie Alfonso Ortiz Tirado, Imperio Argentina, Xiomara Alfaro, Tito Rodríguez, Leo Marini, Rosita Serrano, Arturo Gatica, Hilda Sour und Ginette Acevedo interpretiert.